# قنفذ طويل الأذن
قنفذ طويل الأذن (باللاتينية: Hemiechinus auritus) هو نوع من القنفذيات يعيش في دول آسيا الوسطى وجبال القوقاز. يمكن لهذا الحيوان أن يعمر من 5 اٍلى 6 سنوات.